# Bazilika svetega Lovrenca, Milano
Bazilika svetega Lovrenca (italijansko Basilica San Lorenzo Maggiore) je bazilika in pomemben kraj katoliškega bogoslužja, ki se nahaja v Milanu znotraj obroča kanalov. Prvotno je bila zgrajena v rimskih časih, tekom stoletij pa je bila večkrat prenovljena. Nahaja se v bližini srednjeveških vrat Ticino in je ena najstarejših cerkva v Milanu. Stoji v bližini mestnega parka imenovanega Park Janeza Pavla II. (prej Park bazilik), ki obsega tako cerkev sv. Lovrenca kot baziliko Sant'Eustorgio in tudi rimsko stebrišče svetega Lovrenca.

## Zgodovina

### Izvor
Cerkev je bila zgrajena med poznim četrtim in v začetku petega stoletja. Točen datum je negotov, kot tudi ime naročnika in okoliščine njene ustanovitve. Po mnenju nekaterih znanstvenikov postavitev sv. Lovrenca sovpada z »Baziliko Portiana«, ki jo je zgradil "Augusto z zahoda" (Valentinijan I. ali Valentinijan II.), na prošnjo milanskega škofa  Aussenzzia (355-372) za arijansko vero. Če bi bilo to res, bi bil sv. Lovrenc začetnik štirih Ambroževih bazilik. V podporo temu predlogu je dejstvo, da je bazilika Portiana, navedena v mnogih virih, ki navajajo Ambrožev boj da bi jo odvzel Arijancem, še nikoli ni bila arheološko potrjena.
Drugi predlog postavlja datum ustanovitve cerkve v kasnejše obdobje, med 390 in 402 in predmet naročila Teodozija I. ali Stilihona. Dokazi za ta predlog prihajajo iz arheoloških raziskav, opravljenih med 2002 in 2004. Zagovorniki se izgovarjajo na funkcijo objekta; za nekatere je to imperialna bazilika, ki bi potrdila vlogo Milana kot cesarskega glavnega mesta na Zahodu, v rivalstva Rima in Konstantinopla. Za druge pa je mavzolej za Teodozijevo dinastijo.
Gotovo je, da je bila v času gradnje največja, centralno načrtovana stavba na Zahodu. Predanost templja svetemu Lovrencu (San Lorenzo) mučeniku, je bila potrjena šele leta 590, ko je bil Milano že pod nadzorom Langobardov.

## Srednji vek in renesansa
Medtem ko je srednjeveški Milano doživel obdobje upadanja, je sv. Lovrenc ohranil vodilno vlogo pri bogoslužju mesta: kot najvišje mesto v Milanu je predstavljal Oljsko goro in na cvetno nedeljo je škof blagoslovil palmo in vodil procesijo od tam do sedaj že porušene bazilike Santa Tecla.
11. in 12. stoletje so zaznamovale številne nesreče: požari, zlasti velik leta 1071, ki je požrl cerkev in uničil notranje dekoracije, in potresi, ki so spodkopavali stabilnost kompleksa, so omogočili nove potrebne obnove med dvanajstim in trinajstim stoletjem. Proti sredi enajstega stoletja se je odprl prostor za cerkev, imenovan Vetra in je bil uporabljen kot kraj za usmrtitve. Ta praksa se je nadaljevala do leta 1840, o njej so poročali, med drugim, Alessandro Manzoni v zgodovini zloglasnega stebra. Leta 1167, z gradnjo srednjeveškega obzidja, je bila cerkev znotraj mesta, pri novih Porta Ticinese (Tičinska vrata).

### Nedavni in sodobni čas
Bazilika Sv. Lovrenca je ostala ves srednji vek simbol dediščine rimskega imperija v Milanu. Kasneje v dobi renesanse, zlasti po leta 1154 uničenju drugih antičnih rimskih objektov, delo cesarja Barbarosse, je bil tempelj primer klasične arhitekturne norme, ki so jih občudovali humanisti in študirali arhitekti in umetniki, kot so Bramante, Leonardo da Vinci in Giuliano da Sangallo. Mogoče je identificirati tudi slike cerkve iz tega obdobja.
5. junija 1573 se je kupola nenadoma zrušila, na srečo brez žrtev. Gradnja nove kupole v bolj modernem slogu se je začela takoj in bila končana 1619. Med obnovo se je zgodil čudež, ki ga je napovedal nadškof Karel Boromejski: eno leto po njegovi smrti, leta 1585, je bolna ženska ozdravela pred ikono Madonne del Latte, prikazane na Piazza della Vetra. Po tem dogodku so se donacije povečale in omogočile hitrejši napredek obnove. Leta 1626 so Madonno del Latte prenesli na oltar, kjer je še danes.
V 1830 je avstrijska vlada začela prenovo Vetre: hiše zgrajene naslonjene na cerkev in živeče usnjarje, so podrli; kanal Vetra je bil prekrit, usmrtitve so bile odpravljene. 
Leta 1934 je bilo v mestu porušenih nekaj hiš in nastalo je neke vrste dvorišče, kar je omogočalo ustanovitev javnega trga nasproti cerkve. Po bombnih napadih v 1944-1945 hiše, ki so bile uničene niso obnovili in so lahko ustvarili park bazilike, od koder je odličen pogled na kompleks. 

## Umetnost in arhitektura
Cerkev, da bi se izognili nestabilni in močvirnati podlagi, je bila zgrajena na umetnem hribu nedaleč od zidu, vzdolž Via Ticinensis, glavnega dostopa do mesta, nedaleč od cesarske palače in amfiteatra, iz katerega so bili vzeti nekateri materiali, ki so se uporabljali pri gradnji cerkve. Kompleks je bil obdan z različnimi vodnimi tokovi, ki so skupaj tvorili Vettabbia, kanal, ki je sprejemal vodo iz Milana in ki še vedno teče proti kmetijskim območjem južno od mesta.
Stavba je imela centralni tloris, s štiri-stranskim portikom in obdana z dvema povezanima strukturama. Dostop do vhodu je preko stebrišča kar omogoča dostop do treh portalov, ki vodijo do glavnega dela stavbe. Ta je bila sestavljena iz kvadratne dvorane opisane kot stavba s štirimi apsidami, katerih polkrožne vdolbine s pol-kupolo so ločili štirje stebri. Okoli tega prostora je potekal ambulatorij, kasneje prekinjen in uporabljen kot galerija za ženske. Na štirih vogalih kvadratne stavbe so stali stolpi. Vse skupaj je prekrivala kupola, o kateri vemo malo. Notranjost je osvetljena z velikimi okni in verjetno okrašena z marmorjem v spodnjem delu in z mozaiki v obokih in lokih. Od dveh stranskih stavb, je bila manjša na vzhodu, nasproti vhoda: kapela v obliki grškega križa, kasneje osmerokotna, posvečena sv. Hipolitu; večja je bila na jugu, in ima funkcijo cesarskega mavzoleja: tradicionalno je pripisana ustanoviteljici Gali Placidiji (hčerka rimskega cesarja Teodozija I.), ki je zato prevzela ime Kapela kraljice.
Med 489 in 511 je škof Lorenzo gradil tretjo strukturo na severu, kapelo, posvečeno sv. Sikstu, ki se uporabljala za pokop metropolitov. Morda se je v tem obdobju, ko se je rimska cesarska oblast v Italiji zmanjšala, mavzolej južno od cerkve spremenil v kapelo, posvečeno sv. Geneziju Arleškemu, mučeniku. Od šestega stoletja sta bila odprta dva portala na vzhodni steni nasproti vhoda, ki omogočata dostop do dveh lokalnih apsid.
V desetem stoletju, verjetno v otonski dobi, je potekala obnova, ki je verjetno vključevala udeležbo bizantinske delovne sile, kar kaže znanje klasične tehnike gradnje in dekoracijo. Malo je znanega o teh obnovah, vendar domnevajo, da je bila kupola rekonstruirana s pomočjo votlakov iz terakote, ki je lažja od prejšnje, morda že poškodovane do te mere, da je upravičevala rekonstrukcijo. Po nesrečah v enajstem stoletju, so bile obnove v dvanajstem in trinajstem stoletju osredotočene na zagotavljanje stabilnosti celotnega kompleksa, obnovo stebrov, ki podpirajo kupolo in izvajanje drugih posegov na nosilnih strukturah (stebri, stolpi). V tem obdobju je bila nad kupolo dodana lanterna, podprta s plavajočimi oporniki naslonjenimi na stolpih. V petnajstem stoletju je bila iz dvorane apside na jugovzhodu narejena kapela Državljanov, ki je bila že enkrat preoblikovana v enajstem stoletju.
Po razpadu leta 1573, je bila nova kupola naročena arhitektu Martinu Bassiju. Njegovo sodelovanje z Rinaldijem, Medo in Trezzije je povzročila številne spremembe in je bila končana šele leta 1619. Nadškof Borromeo je kapelo sv Genezija posvetil sv. Aquilinu, čigar relikvije so bili shranjene v kapeli; na straneh so dodali dve kapeli, posvečeni sv. Janezu Krstniku in Sveti družini. Leta 1623, na željo nadškofa Federica Borromeo, se je začela gradnja kapiteljske dvorane na dvoriščni strani, projekt, ki sta ga izvajala arhitekta Aurelio Trezzi in Francesco Maria Richino. Gradnja je bila končana leta 1626.
Leta 1713 je bila na pobudo Francesca Croce, kapela Odrešenja vstavljena med kapelama sv. Aquilina in Svete družine (zdaj zakristija).
Leta 1894 je inženir in arhitekt Cesare Nava zgradil pred cerkvijo preddverje, ki je sestavljeno iz treh jonskih lokov v betonu. Leta 1934 so bile porušene hiše, ki so zrasle na dvorišču, na njihovo mesto je bil naslednje leto postavljen bronast kip Konstantina Velikega, kopija originalnega poznoantičnega je ohranjena v Rimu v [[Bazilika svetega Janeza v Lateranu, Rim| Baziliki svetega Janeza v Lateranu]; dvorišče je odprto kot javni trg.

## Galerija
- Notranjost
- Baročni oltar
- Arca Robiani (14. st.)
- Pietà in Zadnja večerja
- Bernasconijeve orgle

## Orgle
Na sprednji strani ženske galerije na desni strani apside stojijo orgle, ki jih je izdelal milanski graditelj orgel, Pietro Bernasconi, s ponovno uporabo materialov iz orgel zgrajenih leta 1840, delo Felice Bossija; ta pa je ponovno uporabil dele prejšnjih orgel, obnovljenih leta 1820, delo Antonia Brunellija II., verjetno iz cerkve San Giovanni in Conca.
Instrument, s popolnoma mehanskim menjalnikom, ima svojo konzolo, ki se nahaja v središču orgel, in ima dva manuala (klaviature). 

## Kapela svetega Aquilina
V originalno zgradbo so bile dodane še druge kapele. Opazna je osmerokotna Cappella di Sant'Aquilino (kapela sv. Aquilina), ki meji na glavno cerkev na jugu. Kapela, ki bi lahko bila prvotno zgrajena kot cesarski rimski mavzolej,  vsebuje pomembne zgodnjekrščanske mozaike iz 4. stoletja. Med mozaiki je vključen formuliranega upodobitev Jezusa kot Kristus zakonodajalec ("Traditio Legis" - "predaja zakonu") ali morebiti Kristus učitelj, podobno Kristus Pantokrator. Jezus sedi na prestolu, obkrožen s svojimi apostoli, s škatlo z rolami ob nogah.  Kapela je bila kasneje posvečena mučencu sv Aquilinu Milanskemu (ali Saint Aquilinus iz Kölna), z njegovimi relikvijami, ki se nahajajo v kapeli. V 17. stoletju je relikviarij oblikoval lombardski arhitekt Carlo Garavaglia (1634-1635). Freska Ponovno odkritje trupla sv. Aquilina iz Kölna, Carla Urbina, krasi steno za glavnim oltarjem v kapeli Sant'Aquilina.

### Kapela svetega Aquilina
- Pozno 4. St. -  mozaik Kristus zakonodajalec
- Oktogonalna kapela
- Strop čez glavni oltar

## Stebrišče svetega Lovrenca
Trg s pogledom na cerkev je tako imenovano "Colonne di San Lorenzo" (stebrišče svetega Lovrenca), eden redkih ostankov rimskega Mediolanuma, ki sega v 3. stoletje in je verjetno pripadalo velikemu kopališču, zgrajenemu za cesarja Maksimijana. Te so bile ukinjene na lokaciji, ko je bila gradnja končana.